# 早期警戒レーダー
早期警戒レーダー（そうきけいかいレーダー Early-warning radar）は、長距離弾道ミサイルを含む敵ミサイルや敵航空機等を遠距離目標を探知するためのレーダーシステムである。捜索・捕捉用途のため、捕捉レーダーの別称としても用いられる。
長距離弾道ミサイル探知用のレーダーサイトの場合、地上設置の大型構造物であり、レーダーサイトや早期警戒機等の対空捜索レーダー（英語: air search radar）では、早期警戒（Early warning: EW）と地上要撃管制（Ground-controlled interception: GCI）の双方の役割を持つ場合もあり、それらはEW/GCIレーダー（警戒管制レーダー）とも称される。また、単一のレーダーで捕捉・追尾の両モードを保有する機種もある。

## 概要
早期警戒レーダーは、一般に探知距離は極めて長く、比較的低い周波数でパルス長が長い。一部の機種では線形周波数変調（チャープ）によるパルス圧縮を導入して距離分解能の改善を図っている。またパルス間に2進符号を使用することでも、距離分解能を改善できることがある。
比較的狭いアンテナビームを使用するため、アンテナは通常大型となる。また、民間で似たような役割を担っている航空路監視レーダー（ARSR）であれば二次レーダー（SSR）を用いて目標高度を知ることができるのに対し、軍用のEW/GCIレーダーでは目標機からの情報提供は期待できないことから、レーダー自身で高度を測定する必要が生じる。初期のシステムでは、ARSRと同様の捜索レーダーと、高度情報を得るための測高レーダー (Height finder) を組み合わせて使用する方式が用いられていたが、後には単一のレーダーで捜索・測高を同時に行うことができる3次元レーダーが主流となった。3次元レーダーにも多くの形式があるが、現在ではフェーズドアレイレーダーが多く用いられている。
なおレーダーサイトなど地上に設置されて用いられるもののほか、航空機に搭載されて空中に進出して運用されるものもあり、これを搭載する航空機は早期警戒機（AEW）や早期警戒管制機（AWACS）と称される。また軍艦の対空捜索レーダーも、警戒管制レーダーから派生して開発されていることがある。

## 長距離弾道ミサイル警戒用
長距離弾道ミサイル警戒用の早期警戒レーダーは、大規模な固定施設となっている。アメリカ軍の弾道ミサイル早期警戒システム(BMEWS)は1959年に建設が開始され、当初は捜索用にAN/FPS-50が用いられた。AN/FPS-50は、高さ50m、幅122mの網状の固定レーダーの巨大な構造物であり、探知距離は約5,500㎞に至った。アメリカ軍ではその後も、PAVE PAWSやPARCSといった長距離弾道ミサイル警戒用レーダーサイトが構築された。PAVE PAWSのシステム1基が、2000年に対中華人民共和国監視用として、中華民国に売却されている。
ロシアも同様にヴォロネジ・レーダー(en)のような長距離弾道ミサイル警戒用のレーダーを配備している。

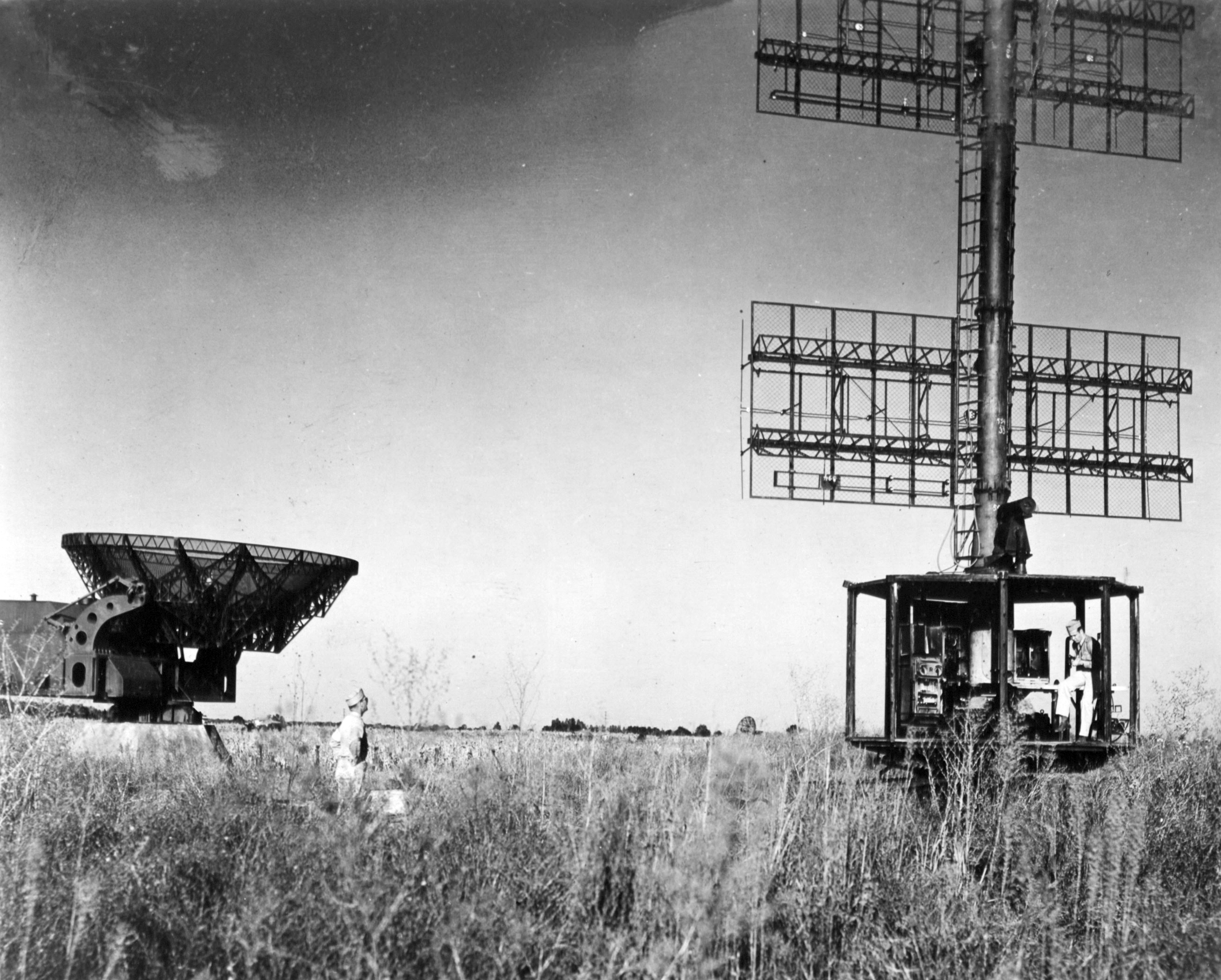
第二次世界大戦時にドイツが配備したフライヤ
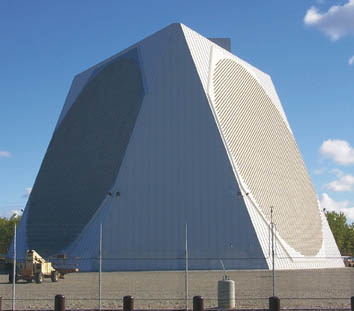
アメリカ空軍がアラスカに設置したPAVE PAWS